# پاتریشا هاج
پاتریشا هاج (انگلیسی: Patricia Hodge) هنرپیشه تئاتر، سینما و تلویزیون اهل انگلستان است. وی از سال ۱۹۷۱ میلادی تا کنون مشغول فعالیت بوده است.
او تا کنون دو مرتبه در سال‌های ۱۹۸۱ و ۱۹۹۰ میلادی، نامزدِ دریافتِ «جایزهٔ الیویه» بوده و یک بار در سال ۲۰۰۰ میلادی این جایزه مهم را، از آنِ خود کرد. وی همچنین در سال ۱۹۸۷ میلادی، برندهٔ جایزه بفتا بابت بهترین هنرپیشه زن تلویزیون شد.

## گزیدهٔ آثار

### سینما
- شامگاه (۱۹۸۸)
- مرد فیل‌نما (۱۹۸۰)

### تلویزیون
- دانتون ابی (۲۰۱۵)
- پوآرو (۲۰۱۳)
- شیادها (۲۰۰۷)
- مَـکسوِل (۲۰۰۷)
- مارپل آگاتا کریستی (۲۰۰۶)
- بازرس مورس (۱۹۸۹)
- ماجراهای شرلوک هلمز (۱۹۸۶)
- ادوارد و خانم سیمپسون (۱۹۷۸)